# Мисима (город)
Мисима (яп. 三島市 Мисима-си) — город в Японии, находящийся в префектуре Сидзуока. Площадь города составляет 62,13 км², население — 110 758 человек (1 августа 2014), плотность населения — 1782,68 чел./км².

## Географическое положение
Город расположен на острове Хонсю в префектуре Сидзуока региона Тюбу. С ним граничат города Нумадзу, Сусоно и посёлки Каннами, Симидзу, Нагаидзуми, Хаконе.

## Население
Население города составляет 110 758 человек (1 августа 2014), а плотность — 1782,68 чел./км². Изменение численности населения с 1980 по 2005 годы:
| 1980 | 94 612 чел.  |  |
| 1985 | 99 600 чел.  |  |
| 1990 | 105 418 чел. |  |
| 1995 | 107 890 чел. |  |
| 2000 | 110 519 чел. |  |
| 2005 | 112 241 чел. |  |

## Символика
Деревом города считается гинкго, цветком — цветок сакуры, птицей — обыкновенный зимородок.

## Образование
В городе расположен колледж международных отношений самого большого университета Японии. Он позволяет иностранным студентам жить в городе и исследовать японскую культуру.